# Антонинова династия
Антонините са четири римски императори, които управляват между 138 и 192 г.: Антонин Пий, Марк Аврелий, Луций Вер и Комод.
- Антонин Пий
- Марк Аврелий
- Луций Вер
- Комод